# 七草
七草（ななくさ）とは、様々な観点で挙げられた、7種類の野草・野菜である。
数ある七草の中で、春の七草については、7種の野草・野菜が入った粥（七草粥）を人日の節句（旧暦1月7日）の朝に食べる風習が残っている。
元々の「七草」は秋の七草を指し、小正月1月15日のものは「七種」と書く。この七種も「ななくさ」と読む。一般には七日正月のものを七草と書く。現在では元々の意味は失われ、風習だけが形式として残った。これらのことから、人日の風習と小正月の風習とが混ざり、新暦の1月7日に「七草粥」が食べられるようになったと考えられる。

## 春の七草

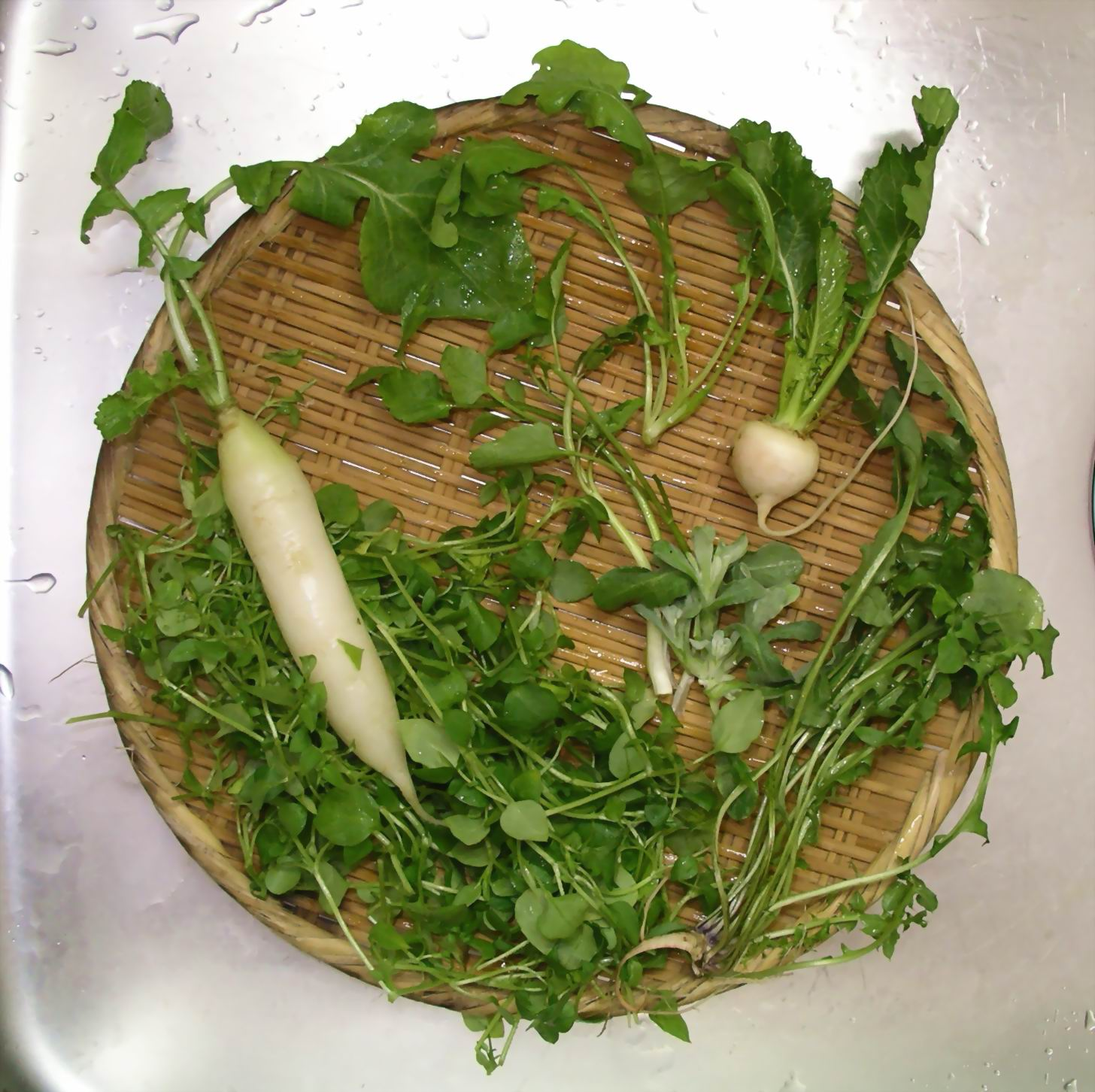
春の七種

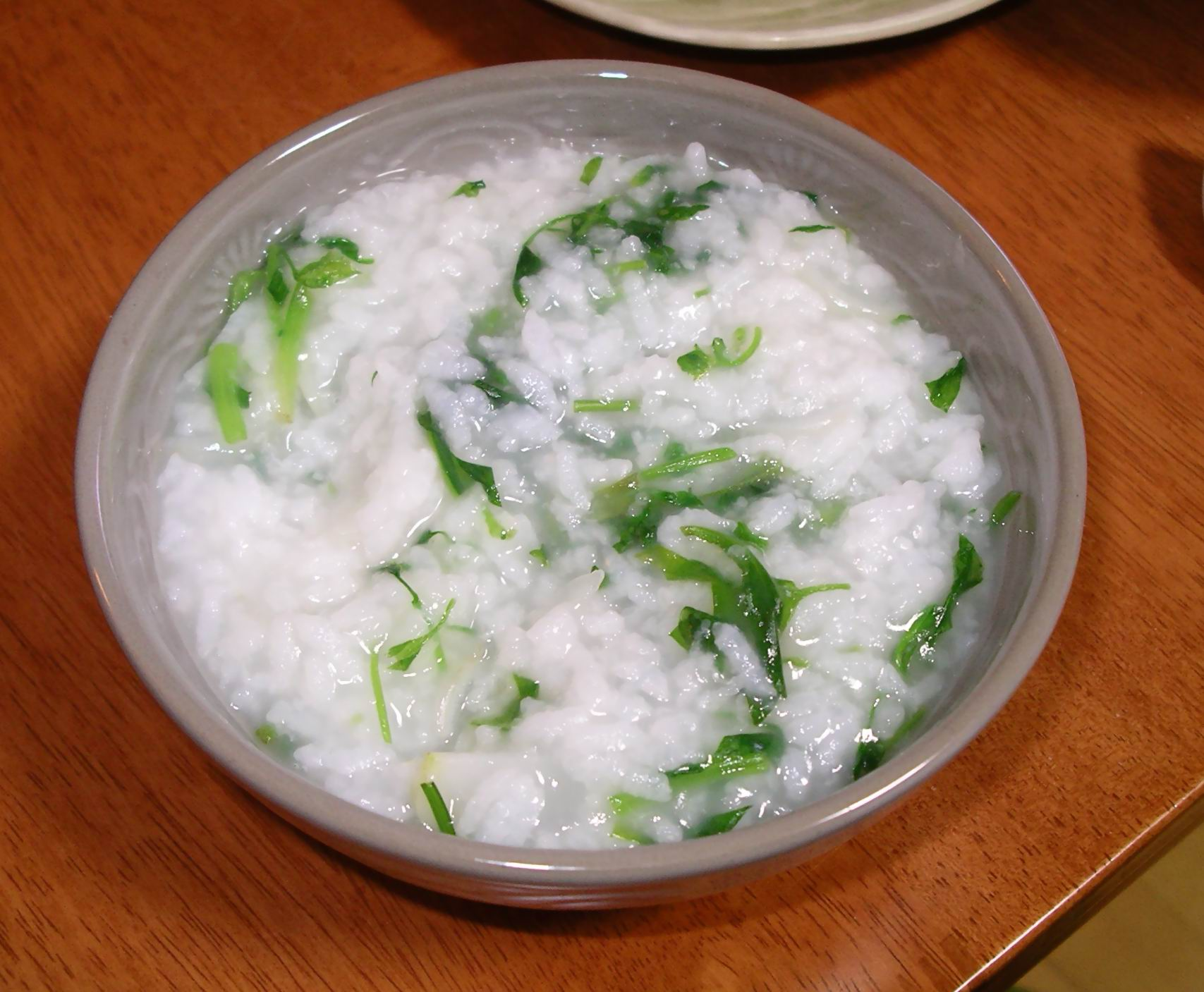
七草がゆ

春の七草とは以下の7種類の植物である。
| 画像 | よみ 名称         | 現在の名称                   | 学名                            | 科名       | 注      |
| ---- | ----------------- | ---------------------------- | ------------------------------- | ---------- | ------- |
|      | せり 芹           | セリ                         | Oenanthe javanica               | セリ科     |         |
|      | なずな 薺         | ナズナ（ぺんぺん草）         | Capsella bursa-pastoris         | アブラナ科 |         |
|      | ごぎょう 御形     | ハハコグサ（母子草）         | Pseudognaphalium affine         | キク科     |         |
|      | はこべら 繁縷     | ハコベ（繁縷、蘩蔞）         | Stellaria media                 | ナデシコ科 | [ * 1 ] |
|      | ほとけのざ 仏の座 | コオニタビラコ（小鬼田平子） | Lapsanastrum apogonoides        | キク科     | [ * 2 ] |
|      | すずな 菘         | カブ（蕪）                   | Brassica rapa var. rapa         | アブラナ科 | [ * 3 ] |
|      | すずしろ 蘿蔔     | ダイコン（大根）             | Raphanus sativus var. hortensis | アブラナ科 | [ * 3 ] |

1. ↑  七草として市販されているものに含まれる「はこべら」は一般にコハコベが利用されている[1]。コハコベは幕末から明治初頭にかけての時期に国内で普通に見られたと記録されている[1]が、明治時代になって日本列島に持ち込まれてきたという指摘もある[2]。2000年にコハコベを春の七草にするのは「帰化植物で、偽物」とする研究者の見解が地方紙に掲載され、生産農家に混乱もあったという[1]。ミドリハコベはもともと日本に生育していた種とされ[2]、春の七草はミドリハコベとする文献もある[3]。
2. ↑  「仏の座」はシソ科のホトケノザとは別の種。
3. 1 2  すずな、すずしろに関しては異論もあり、辺見金三郎は『食べられる野草』[4]の中で‘すずな’はノビル、‘すずしろ’はヨメナとしている。

### 文化
7種の野菜を刻んで入れたかゆを七草がゆといい、邪気を払い万病を除く占いとして食べる。呪術的な意味ばかりでなく、御節料理で疲れた胃を休め、野菜が乏しい冬場に不足しがちな栄養素を補うという意味もある。
七種は、前日の夜にまな板に乗せて囃し歌を歌いながら包丁で叩き、当日の朝に粥に入れる。囃し歌は鳥追い歌に由来しているので、七種がゆの行事と、豊作を祈る行事とが結び付いた結果と考えられている。歌の歌詞は「七草なずな　唐土の鳥が、日本の土地に、渡らぬ先に、合わせて、バタクサバタクサ」などであり、地域によって多少の違いがある。
七種の行事は「子（ね）の日の遊び」とも呼ばれ、正月最初の子の日に野原に出て若菜を摘む風習があった。『枕草子』にも、「七日の若菜を人の六日にもて騒ぎ……」とある。
覚え方と呼べるような語呂合わせは知られていないが、上記のとおりに並べると五七調になる。

### 歴史
古代から日本では年初に雪の間から芽を出した草を摘む「若菜摘み」という風習があり、これが七草の行事の原点とされる。しかし、六朝時代の中国の「荊楚歳時記」には、「人日」（人を殺さない日）である旧暦1月7日に「七種菜羹」という7種類の野菜を入れた羹（あつもの＝とろみのある汁物）を食べて無病を祈る習慣が記載されており、「四季物語」には「七種のみくさ集むること人日菜羹を和すれば一歳の病患を逃るると申ためし古き文に侍るとかや」とある。このことから今日行われている七草粥の風習は、中国の「七種菜羹」が日本において日本文化・日本の植生と習合した結果、生じたと考えられている。
日本では古くから七草を食す習慣が行われていたものの、特に古代において「七草」の詳細は記録によって違いが大きい。『延喜式』には餅がゆ（望がゆ）という名称で「七種粥」が登場し、かゆに入れていたのは米・粟・黍（きび）・稗（ひえ）・みの・胡麻・小豆の7種の穀物であり、これとは別に一般官人には、米に小豆を入れただけの「御粥」が振る舞われていた。この餅がゆは毎年1月15日に行われ、これを食すれば邪気を払えると考えられていた。なお、餅がゆの由来は不明な点が多いものの、『小野宮年中行事』には弘仁主水式に既に記載されていたと記され、宇多天皇は自らが寛平年間に民間の風習を取り入れて宮中に導入したと記している（『宇多天皇宸記』寛平2年2月30日条）。この風習は『土佐日記』・『枕草子』にも登場する。
その後、旧暦の正月（現在の1月末 - 2月初旬頃）に採れる野菜を入れるようになったが、その種類は諸説あり、また地方によっても異なっていた。現在の7種は、1362年頃に書かれた『河海抄（かかいしょう）』（四辻善成による『源氏物語』の注釈書）の「芹、なづな、御行、はくべら、仏座、すずな、すずしろ、これぞ七種」が初見とされる（ただし、歌の作者は不詳とされている）。これらは水田雑草または畑に出現するものばかりであり、今日における七種類の定義は日本の米作文化が遠因となっている。
江戸時代頃には武家や庶民にも定着し、幕府では公式行事として、将軍以下全ての武士が七種がゆを食べる儀礼を行っていた。
また、朝日新聞のコラム「天声人語」2023年1月7日掲載分「七草いまむかし」によると、江戸時代には七つの調理道具を用いて囃す「薺打ち」や、七草の日にナズナの入った水に指を浸してから爪を切る「七草爪」という行事があり、いずれも長谷川かな女の俳句に題材として取り上げられたことがある。
1970年頃に農学者で気象学者の大後美保が「近代七草」としてミツバ、シュンギク、レタス、キャベツ、セロリ、ホウレンソウ、ネギを提唱したものの定着していない。

## 秋の七草
秋の七草は以下の7種の野草のことである。
| 画像 | よみ 名称         | 現在の名称     | 学名                    | 科名         |
| ---- | ----------------- | -------------- | ----------------------- | ------------ |
|      | おみなえし 女郎花 | オミナエシ     | Patrinia scabiosifolia  | オミナエシ科 |
|      | おばな 尾花       | ススキ         | Miscanthus sinensis     | イネ科       |
|      | ききょう 桔梗     | キキョウ       | Platycodon grandiflorus | キキョウ科   |
|      | なでしこ 撫子     | カワラナデシコ | Dianthus superbus       | ナデシコ科   |
|      | ふじばかま 藤袴   | フジバカマ     | Eupatorium fortunei     | キク科       |
|      | くず 葛           | クズ           | Pueraria lobata         | マメ科       |
|      | はぎ 萩           | ハギ           | Lespedeza spp.          | マメ科       |

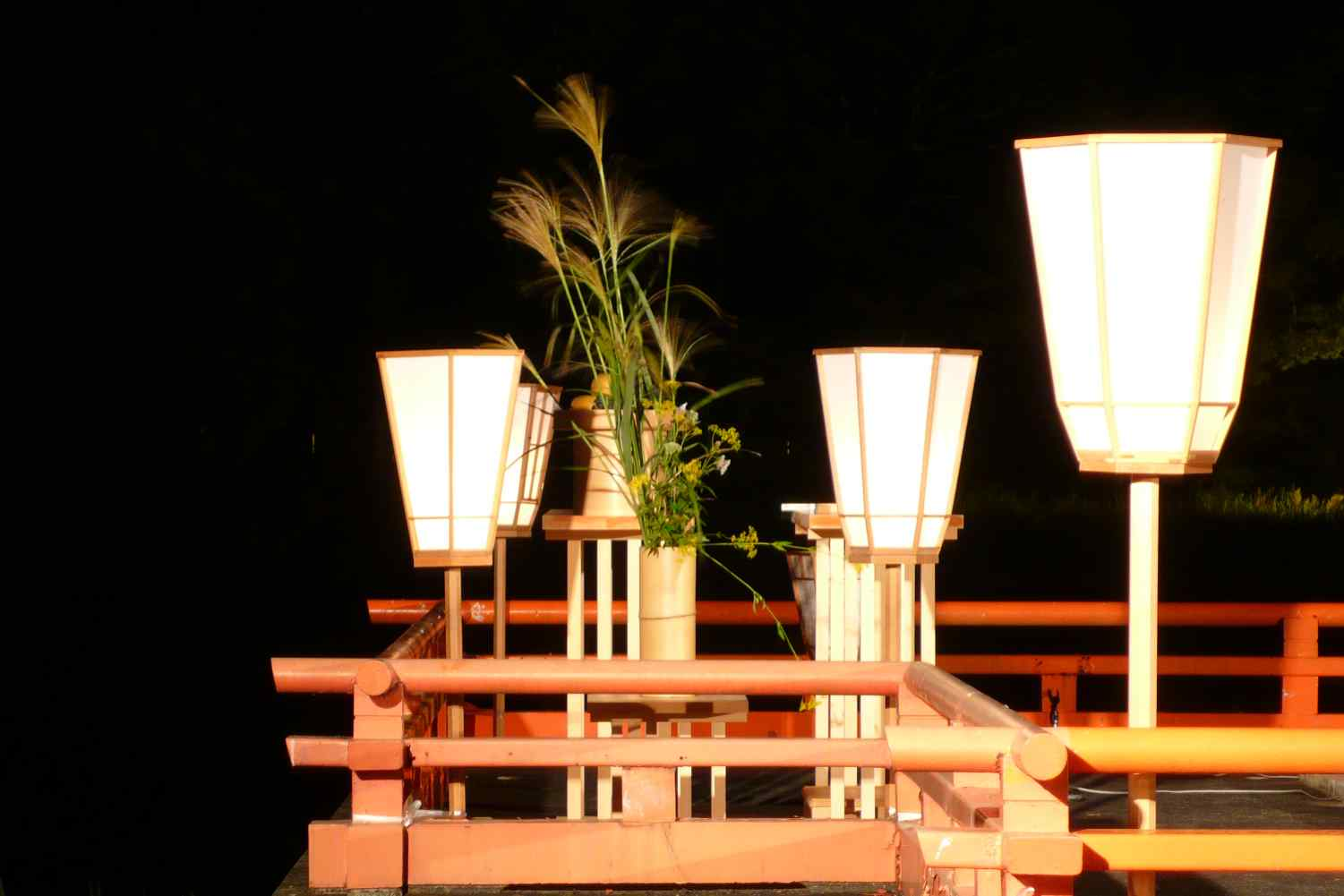
伊勢神宮（外宮）の観月会に供えられた秋の七草。

山上憶良が詠んだ以下の2首の歌がその由来とされている（2首目は旋頭歌）。
- 秋の野に 咲きたる花を 指折り（およびをり） かき数ふれば 七種（ななくさ）の花（万葉集・巻八 1537）
- 萩の花 尾花 葛花 瞿麦（なでしこ）の花 姫部志（をみなへし） また藤袴 朝貌の花（万葉集・巻八 1538）

「朝貌の花」が何を指すかは、朝顔、木槿（むくげ）、桔梗、昼顔など諸説あるが、桔梗とする説が最も有力である。

### 文化
春の七種と違い、秋の七草に直接何かをする行事は特にない。秋の野の花が咲き乱れる野原を「花野（はなの）」と言い、花野を散策して短歌や俳句を詠むことが古来から行われていた。秋の七草はそれを摘んだり食べたりするのではなく、観賞するものであり、したがって「秋の七草粥」は存在しない。なお、それぞれの草花には以下の薬効成分がある。
- オミナエシ：消炎、排膿。
- ススキ：利尿。
- キキョウ：咳止め、去痰、のどの痛み。
- ナデシコ：むくみ、高血圧。
- フジバカマ：糖尿病、体のかゆみ。
- クズ：葛根湯として風邪薬に用いられる外、肩こりや神経痛にも効用がある。
- ハギ：咳止、去痰、胃痛、下痢など。

### 覚え方
- “おすきなふくは”
表の順による秋の七草の覚え方。「おみなえし」「すすき」「ききょう」「なでしこ」「ふじばかま」「くず」「はぎ」。同様に下記の覚え方もある。
- “おきなはすくふ”（「沖縄救う」の旧仮名遣い表記）[9]

## 昔の七草
昔の七草とは、上記の「春の七種（はるのななくさ）」や「秋の七草（あきのななくさ）」と異なることを指す。
| 画像 | よみ 名称       | 現在の名称   | 学名                                | 科名   |
| ---- | --------------- | ------------ | ----------------------------------- | ------ |
|      | いね 稲         | イネ         | Oryza sativa                        | イネ科 |
|      | あわ 粟         | アワ         | Setaria italica                     | イネ科 |
|      | きび 黍、稷     | キビ         | Panicum miliaceum                   | イネ科 |
|      | ひえ 稗         | ヒエ         | Echinochloa esculenta               | イネ科 |
|      | ごま 胡麻       | ゴマ         | Sesamum indicum                     | ゴマ科 |
|      | あずき 小豆、荅 | アズキ       | Vigna angularis var. angularis      | マメ科 |
|      | みの 蓑米、葟   | ムツオレグサ | Glyceria acutiflora subsp. japonica | イネ科 |

## 夏の七草
夏の七草には下記の他にも幾つかが知られている。
1. 昭和初期に勧修寺経雄が詠んだ和歌「涼しさは よし い おもだか ひつじぐさ はちす かわほね さぎそうの花」による夏の七草。
| 画像 | よみ 名称       | 現在の名称 | 学名                 | 科名       |
| ---- | --------------- | ---------- | -------------------- | ---------- |
|      | よし 葦         | ヨシ       | Phragmites australis | イネ科     |
|      | い 藺           | イ         | Juncus decipiens     | イグサ科   |
|      | おもだか 沢瀉   | オモダカ   | Sagittaria trifolia  | オモダカ科 |
|      | ひつじぐさ 未草 | ヒツジグサ | Nymphaea tetragona   | スイレン科 |
|      | はちす 蓮       | ハス       | Nelumbo nucifera     | ハス科     |
|      | かわほね 河骨   | コウホネ   | Nuphar japonica      | スイレン科 |
|      | さぎそう 鷺草   | サギソウ   | Pecteilis radiata    | ラン科     |

2. 1945年6月20日、日本学術振興会学術部・野生植物活用研究小委員会が、戦時中の食糧難の時節にも食べられる植物として、以下の7種類を「夏の七草」に選定した。さらに、戦後の1946年9月10日に、雑誌と同じ内容のパンフレットが出版された。
| 画像 | よみ 名称           | 現在の名称                 | 学名                                | 科名         |
| ---- | ------------------- | -------------------------- | ----------------------------------- | ------------ |
|      | あかざ 藜           | アカザ                     | Chenopodium album var. centrorubrum | アカザ科     |
|      | いのこづち 猪子槌   | イノコヅチ                 | Achyranthes bidentata var. japonica | ヒユ科       |
|      | ひゆ 莧             | ヒユ（ハゲイトウ 葉鶏頭）  | Amaranthus tricolor                 | ヒユ科       |
|      | すべりひゆ 滑莧     | スベリヒユ                 | Portulaca oleracea                  | スベリヒユ科 |
|      | しろつめくさ 白詰草 | シロツメクサ（クローバー） | Trifolium repens                    | マメ科       |
|      | ひめじょおん 姫女菀 | ヒメジョオン               | Erigeron annuus                     | キク科       |
|      | つゆくさ 露草       | ツユクサ                   | Commelina communis                  | ツユクサ科   |

3. 自然写真家の亀田龍吉の『写真でわかる雑草の呼び名事典』にある夏の七草。
| 画像 | よみ 名称           | 現在の名称   | 学名                                    | 科名         |
| ---- | ------------------- | ------------ | --------------------------------------- | ------------ |
|      | ちがや 白茅         | チガヤ       | Imperata cylindrica                     | イネ科       |
|      | ひるがお 昼顔       | ヒルガオ     | Calystegia pubescens                    | ヒルガオ科   |
|      | やぶかんぞう 藪萱草 | ヤブカンゾウ | Hemerocallis fulva                      | ススキノキ科 |
|      | どくだみ 蕺         | ドクダミ     | Houttuynia cordata                      | ドクダミ科   |
|      | みつば 三葉         | ミツバ       | Cryptotaenia canadensis subsp. japonica | セリ科       |
|      | のあざみ 野薊       | ノアザミ     | Cirsium japonicum                       | キク科       |
|      | つゆくさ 露草       | ツユクサ     | Commelina communis                      | ツユクサ科   |

## 冬の七草
冬の七草については諸説あって明確なものはないが、例として以下のものがある。
- 冬至の七種（運が倍になるという意味で「ん」が2つ付く食べ物）[19]
  - カボチャ（なんきん）
  - レンコン（れんこん）
  - 人参（にんじん）
  - 銀杏（ぎんなん）
  - 金柑（きんかん）
  - 寒天（かんてん）
  - うどん（うんどん）

## 海の七草
7種類の海藻を取り合わせたものであり、地域によって取合せは異なる。汁物や粥にして食べることが多い。
三重県鳥羽市国崎町の「ナナクサタタキ」という、6種類の海藻と青菜を刻んで神棚や漁船に供える新年の伝統行事が有名である。